# マニュエラ・ダビラ
マニュエラ・ダビラ（ポルトガル語: Manuela D’Avila、1981年8月18日 - ）は、ブラジルの女性政治家。ブラジル共産党(PCdoB)所属。

## 経歴
ポルト・アレグレで生まれる。リオグランデドスル・カトリック大学在学中に学生運動に参加し、2001年にブラジル共産党に入党。2004年に当時としては最年少でポルト・アレグレ市議に当選。2006年、連邦下院選挙にリオグランデ・ド・スル州から立候補し、州内最多得票となる271,939票を獲得して当選した。2010年の連邦下院選挙では、482,590票を獲得し再選。
2013年9月16日、自身のTwitter上で2014年の総選挙には3期目を目指して連邦下院に立候補するのではなく、リオグランデ・ド・スル州議会へと鞍替えをして立候補すると表明した。州議会選では222,436票を獲得し当選。
2017年11月に、ブラジル共産党の大統領候補として翌年の大統領選に出馬することを表明した。しかしその後、自身の出馬を取り下げ労働者党と同盟を組むことになり、フェルナンド・アダジの副大統領候補として選挙戦に臨んだが、社会自由党のジャイール・ボルソナロ陣営に敗北した。

## 私生活
ミュージシャンのドゥカ・ラインデッカーと結婚をしている。2015年8月27日には、長女のラウラが生まれた。